# Placodus
Placodus is een geslacht van uitgestorven mariene reptielen, behorende tot de orde der Placodontia. Louis Agassiz en de ontdekker van de schedel, Georg Graf zu Münster, veronderstelden destijds dat ze de overblijfselen waren van een durophage vis. Richard Owen was de eerste die in 1858 erkende dat de fossiele botten van Placodus tot een reptiel behoren.

## Kenmerken
Placodus heeft een robuuste, brede, driehoekige schedel die grotendeels gesloten is en ongeveer twintig centimeter lang was. Er is geen lager slaapvenster. Deze relatief compacte schedel was ontwikkeld uit een diapside schedel met twee slaapvensters, maar is al zover ontwikkeld dat er geen nauw verwante niet-placodontische diapside vorm kan worden bepaald. Het (os squamosum) is groot en bood veel bevestigingsoppervlak voor sterke kaakadductoren. De relatief brede buitenrand van de tand, de tanddragende onderkaak, evenals het extreem sterke, hoge coronoïde uitsteeksel in het achterste gedeelte van de mandibulaire tak dienden hetzelfde doel. Bovendien is de symfyse, het contactoppervlak aan de voorkant van de twee mandibulaire takken, erg lang en sterk verbeend. Aan het achterste uiteinde van beide takken van de onderkaak is er een lang, retroarticulair uitsteeksel dat naar achteren wijst. De moderne krokodillen hebben vergelijkbare uitbreidingen. Ze dienen als hefboom voor de spieren om de kaak te openen.
Het gebit bestaat uit drie spatelvormige, uitstekende tanden op de premaxillaire, vier tanden op de maxillaire, drie of vier tanden op de dentale en in totaal zes grote verhemeltetanden. De maxillaire en verhemeltetanden zijn, zoals voor de Placodontia, over het algemeen typisch, relatief vlak en breed. De verhemeltetanden zijn aanzienlijk groter dan de maxillaire tanden, vormen in feite een tandpleister en hebben een dikke glazuurlaag. De tanden in de onderkaak zijn ook aanzienlijk groter dan de maxillaire tanden en zijn zowel met deze als met de verhemeltetanden afgesloten.
Zijn totale skelet, ongeveer honderdvijftig centimeter lang, toont aan dat Placodus slechts matig was aangepast aan een levensstijl in het water. De achtentwintig wervels (plus drie sacrale wervels) zijn slechts iets langer dan die van terrestrische reptielen en de veertig tot vijftig staartwervels hebben niet veel langwerpige neurale en nekuitsteeksels, zoals het geval is bij de roeistaarten van sommige mariene reptielen uit het Perm en Trias, zoals Hovasaurus. De ledematen van het skelet zijn slechts gedeeltelijk bewaard gebleven. De humerus lijkt erg op die van Cyamodus, een ander type Placodontia. Slechts een paar elementen van het hand- en voetwortelbeen (tarsus) zijn bekend, wat waarschijnlijk te wijten is aan het feit dat dit gebied van de ledematen slechts zwak verbeend was. De falanx-formule van de hand wordt gegeven als 2-3-4-5-3 (4?), die van de voet kan niet worden gereconstrueerd. De hand en waarschijnlijk ook de voet zijn niet als peddels ontworpen. De schouder- en bekkengordels waren echter niet zo stevig bevestigd aan het axiale skelet als zou worden verwacht bij een puur terrestrische reptiel. Boven de neurale uitsteeksels van de ruggengraat liep een rij osteodermen langs de rug. De onderkant van het lichaam werd gevormd door sterke ribben.

## Leefwijze
Placodus leefde aan de oevers van het schelpenkalkmeer, een epicontinentale Europese zijzee van de westelijke Tethysoceaan. Zijn manier van leven leek ongeveer op die van de huidige mariene leguaan. Placodus was echter geen herbivoor, maar leefde waarschijnlijk van ongewervelde dieren met harde schaal, zoals mosselen of armpotigen. Hij raapte ze op van het substraat met behulp van de bovenstaande premaxillaire tanden en barstte ze open met de sterke platte tanden die op de andere kaakbeenderen en de verhemeltebotten (durophagia) zaten. Talrijke kleine foramen en groeven in het oppervlak van de premaxillaire en maxillaire suggereren dat het snuitgebied zeer gevoelig was voor aanraking.

## Vindplaatsen
De overblijfselen van Placodus zijn geografisch beperkt tot Midden-Europa en stratigrafisch tot de schelpenkalk-groep. Het type exemplaar van Placodus gigas, gedeponeerd in de Beierse Staatscollectie voor paleontologie en geologie, evenals vele andere stukken komen uit de bovenste schelpkalk in het gebied van Bayreuth. Typeplaats is de Oschenberg. Andere vondsten binnen het huidige staatsgebied van Duitsland komen o.a. uit Steinsfurt bij Heidelberg (volledig exemplaar van het Naturmuseum Senckenberg), Bad Sulza in Thüringen, Freyburg (Unstrut), Rüdersdorf bei Berlin en vanaf Helgoland. Buiten Duitsland is Placodus bekend van de schelpkalksteen van het bekken van Parijs bij Lunéville, van de Gogolin-formatie, de oudste eenheid van de Poolse schelpkalksteen, van Gogolin in Opper-Silezië en van Winterswijk in Nederland. Fossielen van Placodus zijn ook gevonden in de Alpen.

## Classificatie
Sinds de eerste beschrijving van het type Placodus gigas door Louis Agassiz in 1833, zijn er nog tal van andere soorten beschreven, maar ze werden allemaal als vertegenwoordigers van het type verklaard als onderdeel van een revisie van het geslacht door Olivier Rieppel in 1995.
Placodus vormt samen met een aantal soortgelijke, zuiver mariene reptielen uit het Trias de groep Placodontia. Binnen deze groep heeft hij volgens een cladistische analyse uit 2000 een zeer basale positie. Een vermoedelijke directe relatie met Paraplacodus uit de marginale bitumenzone van Monte San Giorgio, waarmee rekening werd gehouden door beide geslachten onder te brengen in de groep Placodontoidea, werd niet bevestigd in deze analyse. In plaats daarvan is Paraplacodus de meest basale vertegenwoordiger van de zustertaxongroep van alle andere Placodontia, waarvan de meest basale vertegenwoordiger Placodus is. De Placodontia zelf worden beschouwd als de meest basale clade van de Sauropterygia, een zuiver mariene diapside groep, die ook de plesiosauriërs bevat.

## Soorten
- P. andriani[4]
- P. bathygnathus
- P. gigas (type)
- P. laticeps
- P. pachygnathus
- P. rostratus